# Farní sbor Českobratrské církve evangelické v Hlinsku
Farní sbor Českobratrské církve evangelické v Hlinsku je sborem Českobratrské církve evangelické v Hlinsku. Sbor spadá pod poličský seniorát.
Farářkou sboru je Naděje Čejková. Kurátorkou sboru je Eliška Brtková.

## Faráři sboru
- Zbyněk Laštovka (1945–1945)
- Bohumír Sedliský (1951–1960)
- Miroslav Čejka (1988–2019)
- Naděje Čejková (2001–)